# Croton pseudoniveus
Espèce
Croton pseudoniveus est une espèce de plantes à fleurs du genre Croton et de la famille des Euphorbiaceae, présente du Mexique au Panama.